# Jelenia Kopa
Jelenia Kopa (niem. Hirschkoppe, 747 m n.p.m.) – wzniesienie w południowo-zachodniej Polsce, w paśmie Gór Bardzkich, w Sudetach Środkowych.

## Położenie
Wzniesienie położone jest w Sudetach Środkowych, w północno-wschodniej części Grzbietu Wschodniego Gór Bardzkich, na grzbiecie odchodzącym od Kłodzkiej Góry w kierunku południowo-wschodnim. Wznosi się około 7,3 km na wschód od centrum Kłodzka.

## Charakterystyka
Wzniesienie o małym, słabo zaznaczonym wierzchołku, mające postać wydłużonej kulminacji, o opadających stromo zboczach w kierunku zachodnim i wschodnim.
Wznosi się w masywie Kłodzkiej Góry, na południe od niej, jako niższa słabo zaznaczona kulminacja, w długim, głównym ramieniu Grzbietu Wschodniego, ciągnącym się od Kłodzkiej Góry w stronę Przełęczy Kłodzkiej. Położenie góry na południowo-wschodnim skraju Gór Bardzkich, pomiędzy Kłodzką Górą i wzniesieniem Grodzisko, czynią górę trudno rozpoznawalną w terenie. Szczyt stanowi zwornik dla małego bocznego ramienia odchodzącego od szczytu w kierunku południowo-wschodnim zwieńczonego wzniesieniem Borówczysko. Boczne ramię rozdziela górskie doliny źródliskowe potoków, Borówkowego Potoku i Kurkowego Wądołu, tworzących potok Grodzisko.

## Budowa geologiczna
Zbudowane z dolnokarbońskich piaskowców szarogłazowych i łupków ilastych struktury bardzkiej.

## Roślinność
Cały szczyt i zbocza porastają rozległe lasy, głównie świerkowe i świerkowo-bukowe z domieszką innych gatunków drzew liściastych. Wschodnim i zachodnim zboczem poniżej szczytu przebiegają leśne dróżki.

## Inne
- Na wschodnim zboczu poniżej szczytu wykonano startowisko, stanowiące punkt widokowy, z którego rozciąga się widok na Laski, Kamieniec Ząbkowicki, część Przedgórza Sudeckiego i położony na wschód szczyt Gór Złotych, Jawornik Wlk.
- W epoce lodowcowej Jelenia Kopa należała do wzniesień Gór Bardzkich, które w okresie zlodowacenia środkowopolskiego nie były pokryte lądolodem, wystając ponad jego powierzchnię.
- Do 1945 r. góra nosiła nazwę Hirsch Koppe[1].
- Przez szczyt góry przebiega granica administracyjna pomiędzy powiatem kłodzkim i ząbkowickim.

## Turystyka
Przez szczyt wzniesienia prowadzi szlak turystyczny:
- – niebieski z Barda przez Kłodzką Górę na Przełęcz Kłodzką i dalej[1].